# Antoni Abramowicz (nauczyciel)
Antoni Abramowicz (ur. 14 kwietnia 1896 w Bychawce koło Lublina, zm. 10 marca 1932 w Lublinie) – polski nauczyciel, polonista.

## Życiorys
Był synem Michała i Julianny z domu Masalskiej. Uczęszczał do szkół w Lublinie, potem w Chełmie i Zamościu. Po wybuchu I wojny światowej razem z rodziną znalazł się w Rosji, maturę zdał w 1916 w Berdiańsku. Podjął niebawem studia na Wydziale Matematyczno-Fizycznym uniwersytetu w Odessie, ze względu na kłopoty materialne będąc jednocześnie zmuszonym do pracy fizycznej przy rozładunku wagonów w miejscowym porcie. W 1918 powrócił do Polski i został studentem polonistyki na Wydziale Humanistycznym Uniwersytetu Lubelskiego (późniejszego Katolickiego Uniwersytetu Lubelskiego), kształcąc się pod kierunkiem wielu znakomitości, m.in. Wiktora Hahna, Henryka Gaertnera, Stanisława Szobera, Stanisława Ptaszyckiego, Jana Baudouina de Courtenay, Stefana Srebrnego, ojca Jacka Woronieckiego. Dwukrotnie zgłaszał się ochotniczo do wojska polskiego (1918, 1920).
Po uzyskaniu absolutorium (1922) został nauczycielem tzw. Szkoły Lubelskiej, znanej później pod nazwą Prywatne Męskie Gimnazjum im. Stefana Batorego. Był tam polonistą, zarazem opiekunem kółek literackiego i dramatycznego oraz szkolnej biblioteki. Jednocześnie pod kierunkiem Wiktora Hahna kończył przygotowywanie rozprawy dyplomowej Stefan Witwicki 1802–1847, na podstawie której uzyskał magisterium 21 stycznia 1928. W październiku tegoż roku zdał również egzamin nauczycielski przed Państwową Komisją Egzaminacyjną przy Uniwersytecie Warszawskim. Pozostając nadal nauczycielem Szkoły Lubelskiej, od 1930 był profesorem Państwowego Pedagogium w Lublinie, wykładając naukę o języku i metodykę.
Abramowicz należał do Towarzystwa Przyjaciół Nauk w Lublinie; szczególnie zaangażowany w założonej przez Henryka Gaertnera Sekcji Metodycznej Towarzystwa Miłośników Języka Polskiego, po jej rozwiązaniu został współorganizatorem i sekretarzem Koła Polonistów przy Komisji Filologicznej Towarzystwa Przyjaciół Nauk w Lublinie.
Żonaty był z Jadwigą Rosińską, koleżanką z lat studiów. Ojciec Andrzeja oraz Tomasza Abramowiczów. Zmarł w wieku 36 lat na gruźlicę, 10 marca 1932; pochowany został na cmentarzu w Lublinie przy ulicy Lipowej. Imię jego nadano wspomnianemu Kołu Polonistów przy Towarzystwie Przyjaciół Nauk w Lublinie oraz doprowadzono do pośmiertnego wydania obszernego fragmentu jego pracy magisterskiej (Rozbiór poetyckich i prozaicznych utworów Stefana Witwickiego, "Pamiętnik Lubelski", tom 3, 1935-1937, także oddzielna odbitka: Lublin 1937).